# Matisia bracteolosa
Matisia bracteolosa är en malvaväxtart som beskrevs av Adolpho Ducke. Matisia bracteolosa ingår i släktet Matisia och familjen malvaväxter. Inga underarter finns listade i Catalogue of Life.